# Andy Serkis
Andrew Clement "Andy" Serkis (Londres, 20 de abril de 1964) é um ator e cineasta britânico. Conhecido por interpretar personagens em computação gráfica, onde seu corpo e movimentação servem de molde para o personagem, seus principais papéis são Gollum na franquia The Lord of the Rings, King Kong (e no mesmo filme interpretou Lumpy, o cozinheiro do navio), Ceasar na série reboot da franquia Planet of the Apes e recentemente, o Supremo Líder Snoke em Star Wars: The Force Awakens.

## Filmografia

### Cinema
| Ano  | Título                                            | Papel                                | Notas |
| ---- | ------------------------------------------------- | ------------------------------------ | --- |
| 1994 | Prince of Jutland                                 | Torsten                              | |
| 1995 | The Near Room                                     | Bunny                                | |
| 1996 | Stella Does Tricks                                | Fitz                                 | |
| 1997 | Mojo                                              | Potts                                | |
| 1997 | Career Girls                                      | Nick Evans                           | |
| 1997 | Loop                                              | Bill                                 | |
| 1998 | The Tale of Sweety Barrett                        | Leo King                             | |
| 1998 | Among Giants                                      | Bob                                  | |
| 1998 | Clueless                                          | David                                | Curta-metragem |
| 1998 | Insomnia                                          | Harry                                | Curta-metragem |
| 1999 | Topsy-Turvy                                       | John D'Auban                         | |
| 1999 | Five Seconds to Spare                             | Chester                              | |
| 2000 | Jump                                              | Shaun                                | |
| 2000 | Shiner                                            | Mel                                  | |
| 2000 | Pandaemonium                                      | John Thelwall                        | |
| 2000 | The Jolly Boys' Last Stand                        | Spider                               | |
| 2001 | The Lord of the Rings: The Fellowship of the Ring | Sméagol/Gollum                       | Indicado - Prémio Screen Actors Guild para Melhor Elenco num Filme |
| 2001 | The Escapist                                      | Ricky Barnes                         | |
| 2002 | The Lord of the Rings: The Two Towers             | Sméagol/Gollum                       | Saturn Award de Melhor Ator Coadjuvante MTV Movie Award de Melhor Performance Visual Indicado - OFCS Award de Melhor Ator Coadjuvante Indicado - Prémio Screen Actors Guild para Melhor Elenco num Filme     |
| 2002 | Deathwatch                                        | Pvt. Thomas Quinn                    | |
| 2002 | 24 Hour Party People                              | Martin Hannett                       | |
| 2003 | The Lord of the Rings: The Return of the King     | Sméagol/Gollum                       | Prémio Screen Actors Guild para Melhor Elenco num Filme Indicado - Saturn Award de Melhor Ator Coadjuvante Indicado - CFCA Award de Melhor Ator Coadjuvante Indicado - OFCS Award de Melhor Ator Coadjuvante |
| 2004 | Blessed                                           | Father Carlo                         | |
| 2004 | 13 Going on 30                                    | Richard Kneeland                     | |
| 2004 | Standing Room Only                                | Granny, Rastafarian e Hunter Jackson | |
| 2005 | King Kong                                         | King Kong / Lumpy                    | |
| 2005 | Stories of Lost Souls                             | Granny, Rastafarian e Hunter Jackson | |
| 2006 | Extraordinary Rendition                           | Lead Interrogator                    | |
| 2006 | Longford                                          | Ian Brady                            | Indicado - BAFTA de Melhor Ator Indicado - Globo de Ouro de melhor coadjuvante na TV Indicado - Satellite Award de melhor secundário em televisão                                                            |
| 2006 | Stormbreaker                                      | Mr. Grin                             | |
| 2006 | The Prestige                                      | Mr. Alley                            | |
| 2006 | Flushed Away                                      | Spike                                | Voz |
| 2007 | Muybridge                                         | Erickson                             | |
| 2007 | Sugarhouse                                        | Hoodwink                             | |
| 2008 | The Cottage                                       | David                                | |
| 2008 | Inkheart                                          | Capricórnio                          | |
| 2009 | Sex & Drugs & Rock & Roll                         | Ian Dury                             | Indicado - BAFTA Award de Melhor Ator |
| 2010 | Burke and Hare                                    | William Hare                         | |
| 2010 | Death Of A Superhero                              | Dr Adrian King                       | |
| 2011 | Brighton Rock                                     | Mr. Colleoni                         | |
| 2011 | Rise of the Planet of the Apes                    | Ceasar                               | |
| 2011 | Arthur Christmas                                  | Elfo de Natal                        | Voz |
| 2011 | The Adventures of Tintin                          | Capitão Haddock                      | Indicado - IGN Awards de melhor ator |
| 2012 | The Hobbit: An Unexpected Journey                 | Gollum                               | |
| 2014 | Dawn of the Planet of the Apes                    | Caesar                               | |
| 2015 | Avengers: Age of Ultron                           | Ulysses Klaw                         | |
| 2015 | Star Wars: The Force Awakens                      | Snoke                                | |
| 2017 | War for the Planet of the Apes                    | Caesar                               | |
| 2017 | Star Wars: The Last Jedi                          | Snoke                                | |
| 2018 | Black Panther                                     | Ulysses Klaw                         | |
| 2018 | Jungle Book: Origins                              | Balu                                 | Também Diretor |
| 2019 | Casal Improvavel                                  | Parker Wembley                       | |
| 2019 | Godzilla II: Rei dos Monstros                     | Godzilla                             | |
| 2021 | Venom: Tempo De Carnificina                       | Carnificina (Voz)                    | Diretor |
| 2021 | The Batman                                        | Alfred Pennyworth                    | |

### Televisão
| Ano  | Título                                 | Papel               | Notas                                     |
| ---- | -------------------------------------- | ------------------- | ----------------------------------------- |
| 1989 | Morris Minor and his Marvellous Motors | Sparky Plugg        |                                           |
| 1989 | Streetwise                             | Owen                |                                           |
| 1992 | The Darling Buds of May                | Greville            | Episódio Le Grande Weekend                |
| 1993 | Pie in the Sky                         | Maxwell             | Episódio Passion Fruit Fool               |
| 1994 | Finney                                 | Tom                 |                                           |
| 1994 | Grushko                                | Pyotr               |                                           |
| 1997 | The Pale Horse                         | Sergeant Corrigan   |                                           |
| 1998 | The Jump                               | Steven Brunos       |                                           |
| 1999 | Oliver Twist                           | Bill Sikes          |                                           |
| 1999 | Shooting the Past                      | Styeman             |                                           |
| 1999 | Touching Evil III                      | Michael Lawler      |                                           |
| 2000 | Arabian Nights                         | Kasim               |                                           |
| 2004 | Spooks                                 | Riff                | Episódio Celebrity                        |
| 2004 | The Simpsons                           | Cleanie             | Episódio Dude, Where's My Ranch?          |
| 2006 | Simon Schama's Power of Art            | Vincent Van Gogh    | Episódio Van Gogh: Wheat Field with Crows |
| 2008 | Einstein and Eddington                 | Albert Einstein     |                                           |
| 2008 | Little Dorrit                          | Rigaud              |                                           |
| 2009 | The Screwtape Letters                  | Screwtape           |                                           |
| 2010 | Accused                                | Liam                | Escrita por Danny Brocklehurst            |
| 2021 | What If...?                            | Ulysses Klaue (voz) | 1 Episódio                                |
| 2022 | Andor                                  | Kino Loy            | 3 Episódio                                |

### Videogames
| Ano  | Título         | Papel              | Notas                                        |
| ---- | -------------- | ------------------ | -------------------------------------------- |
| 2007 | Heavenly Sword | King Bohan         | Voz, Captura de movimentos                   |
| 2009 | Risen          | O Inquisidor       | Voz                                          |
| 2010 | Enslaved       | Monkey, O Pyramide | Voz, Diretor, Captura de movimentos, Roteiro |